# Amietia angolensis
Amietia angolensis (en: Angola river frog) är en groddjursart som först beskrevs av Bocage 1866.  Amietia angolensis ingår i släktet Amietia och familjen Pyxicephalidae. Inga underarter finns listade i Catalogue of Life. Populationer från andra länder i Afrika listas sedan 2010-talet som Amietia quecketti, Amietia poyntoni, Amietia chapini, Amietia delalandii och Amietia nutti.
Detta groddjur förekommer i vattendrag i Angola. Det lever i låglandet och i bergstrakter upp till 2100 meter över havet. Exemplaren hittas oftast i bäckar och dammar. Landskapets utgörs av savanner, våtmarker, trädgårdar och parker. Grodynglen genomgår en metamorfos.
Beståndet påverkas i viss mån av vattenföroreningar och landskapsförändringar. Hela populationen minskar men den är fortfarande stor. IUCN kategoriserar arten globalt som livskraftig.

## Bildgalleri

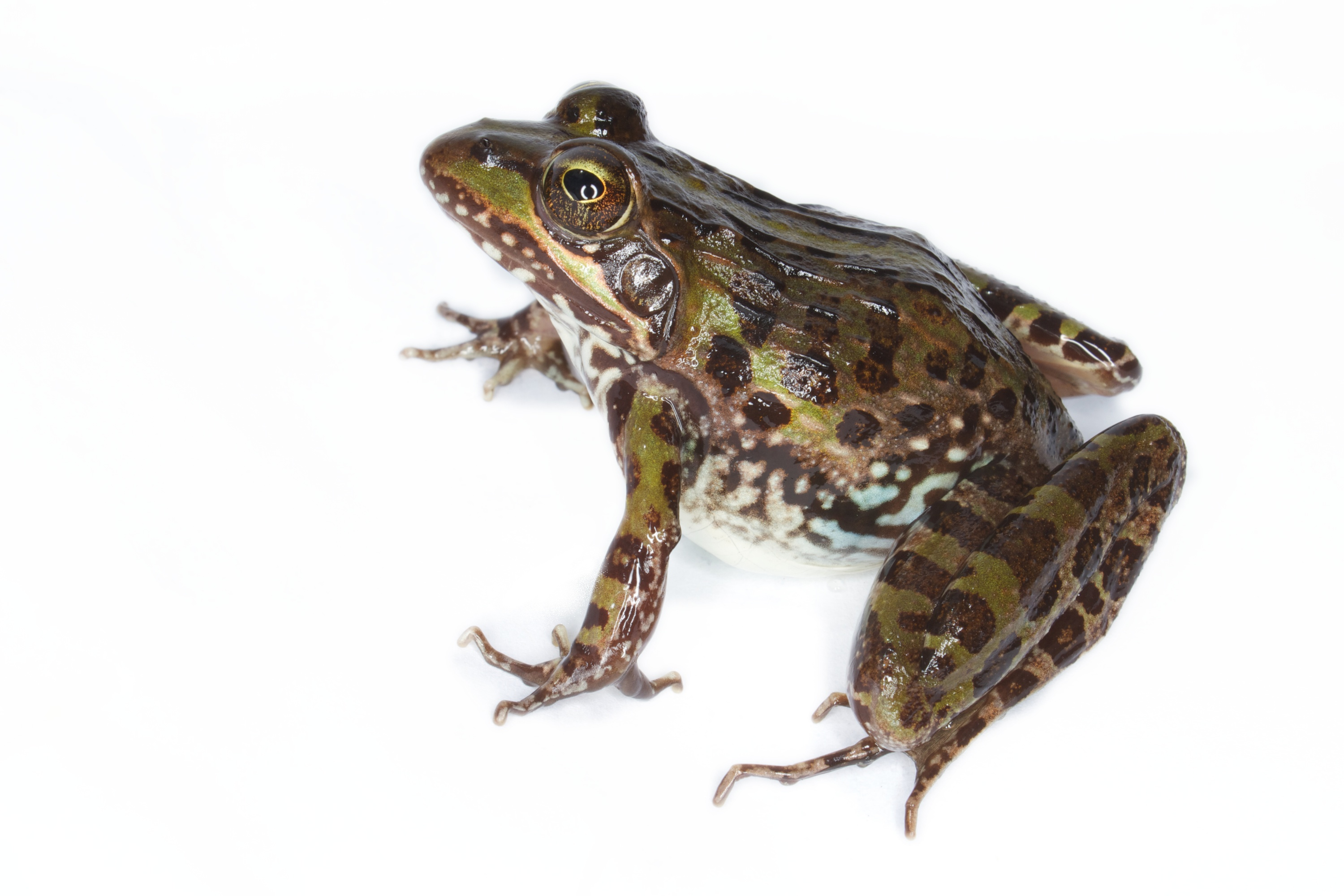
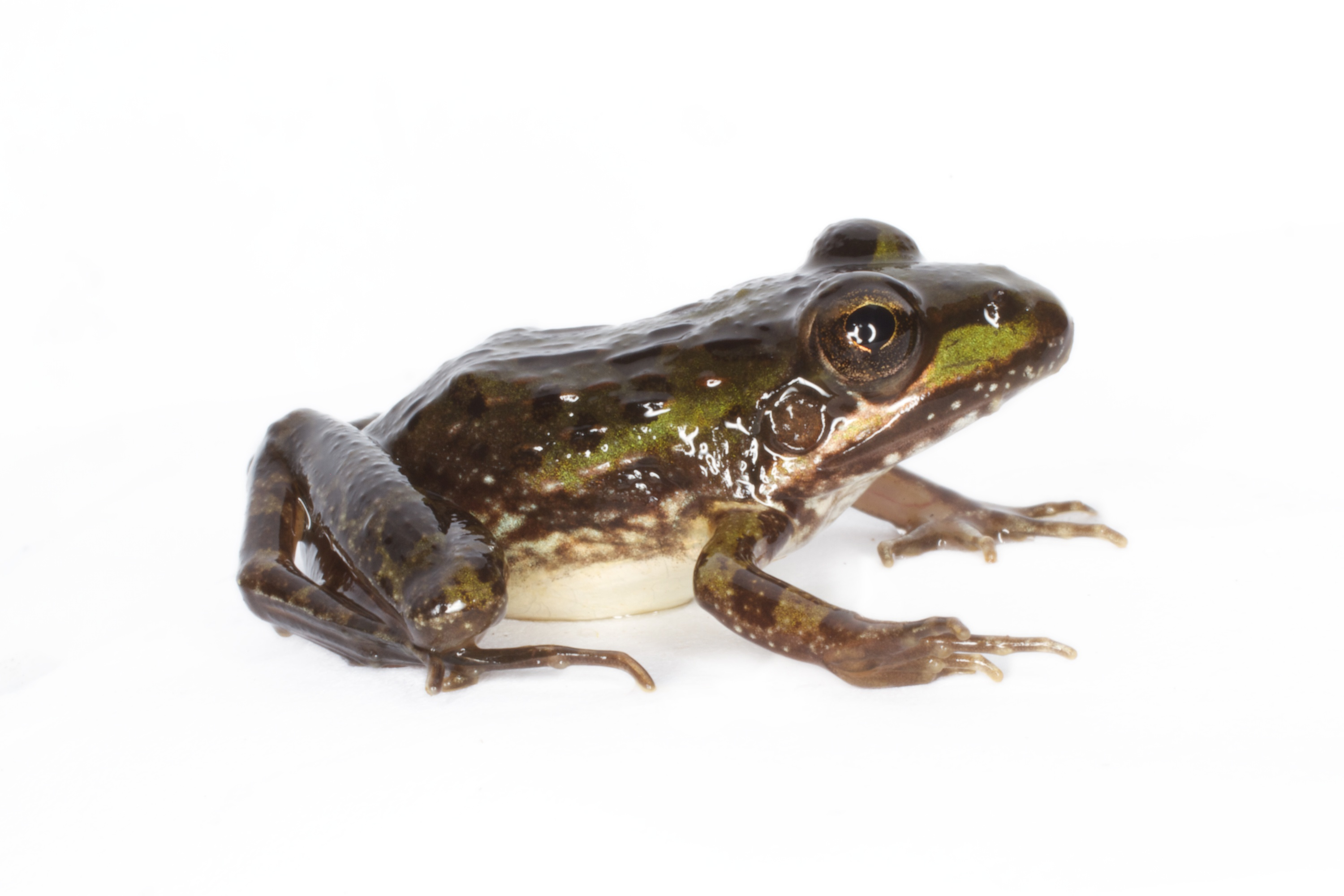
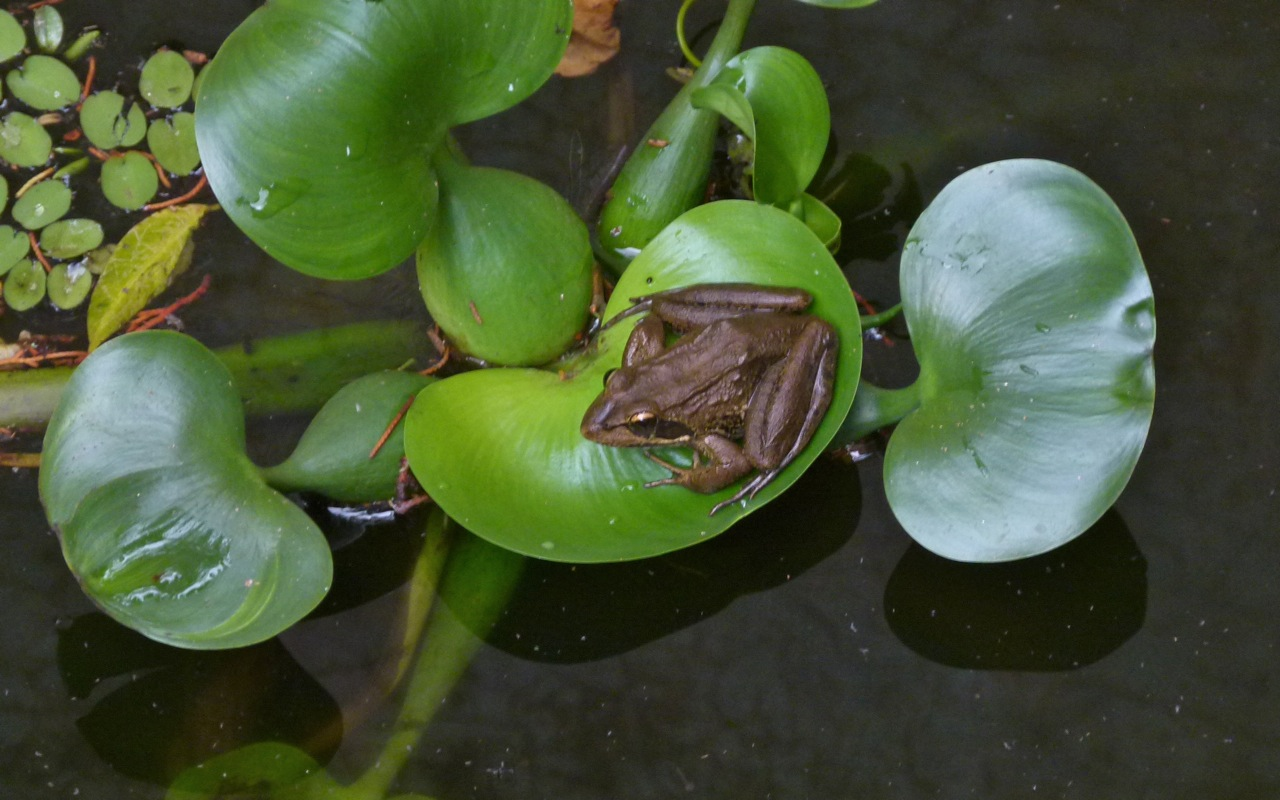
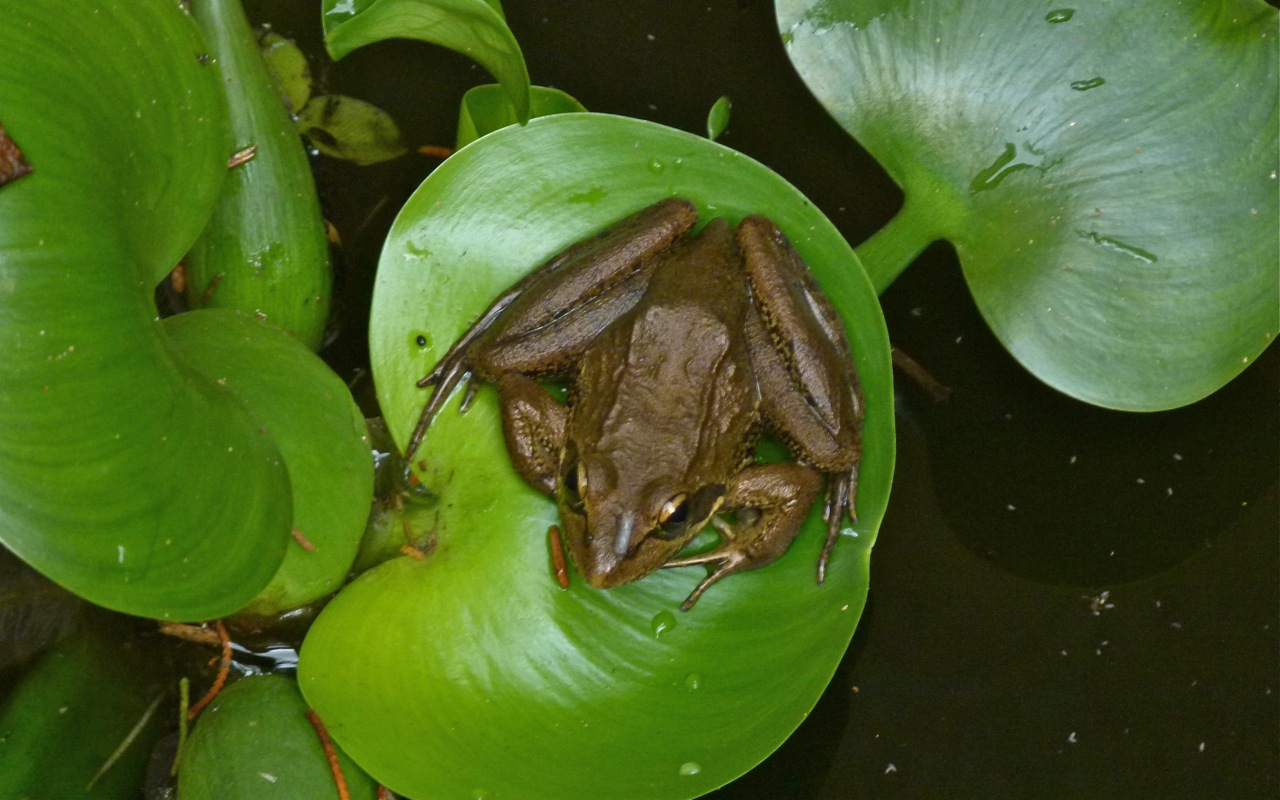